# Dřín obecný
Dřín obecný (Cornus mas), česky též dřín jarní, je listnatá dřevina vyskytující se i v teplejších oblastech České republiky. Plody dřínu jsou jedlé.

## Popis
Dřín obecný je rozkladitý keř nebo strom dorůstající výšky až 7 metrů. Dřevo je velmi tvrdé. Kmen může mít u země průměr až 25 cm. Borka je tmavě hnědá, odlupující se v tenkých plochých šupinách. Listy jsou vstřícné, eliptické, vejčité nebo kopinaté, na líci svěže zelené a lesklé, na rubu světlejší. Čepel listů je na obou stranách přitiskle chlupatá dvouramennými chlupy, mimo to jsou chomáčky chlupů v paždí žilek na rubu listů. Žilnatina je zpeřená, se 3 až 5 páry postranních žilek. Řapík je 5 až 10 mm dlouhý, svrchu mírně žlábkatý.
Žluté oboupohlavné květy se rozvíjejí před olistěním v březnu a dubnu, někdy i dříve. Květenství jsou okolíkovitě stažená a rozvíjejí se na krátkých holých větévkách. Jsou podepřena 4 žlutavě až hnědě zelenými, 6 až 12 mm dlouhými listeny. Květní stopky jsou 4 až 9 mm dlouhé, hustě chlupaté. Kalich je tvořen trubkou s nepatrnými zuby. Korunní lístky jsou jen 2 až 2,6 mm dlouhé, trojúhelníkovitě kopinaté až vejčité. Tyčinky jsou čtyři, max. 1,5 mm dlouhé. Semeník má na vrcholu krátkou čnělku s hlavatou bliznou. Plodem je červená lesklá 10 až 30 mm dlouhá peckovice, obsahující žlutohnědou podélně rýhovanou podlouhlou pecku.
Celkový areál rozšíření dřínu obecného zahrnuje teplejší oblasti Evropy a jihozápadní Asii. Centrum jeho výskytu je v Malé Asii a na Balkáně. Jedná se o starou kulturní rostlinu a je možné, že na českém území není zcela původní. Je to teplomilná a suchomilná dřevina, rostoucí převážně na kamenitých, mělkých a vysýchavých půdách na zásaditých podkladech. Je to charakteristický prvek lesostepní xerotermní vegetace (svaz Quercion pubescenti-petraeae) a společenstev teplomilných křovin (Prunion fruticosae). Jeho výskyt v ČR je soustředěn do dvou oblastí: termofytika středních a severozápadních Čech (především Český kras, České středohoří a Dolní Povltaví) a jižní a střední Moravy. Místy přesahuje i do teplejších poloh mezofytika.

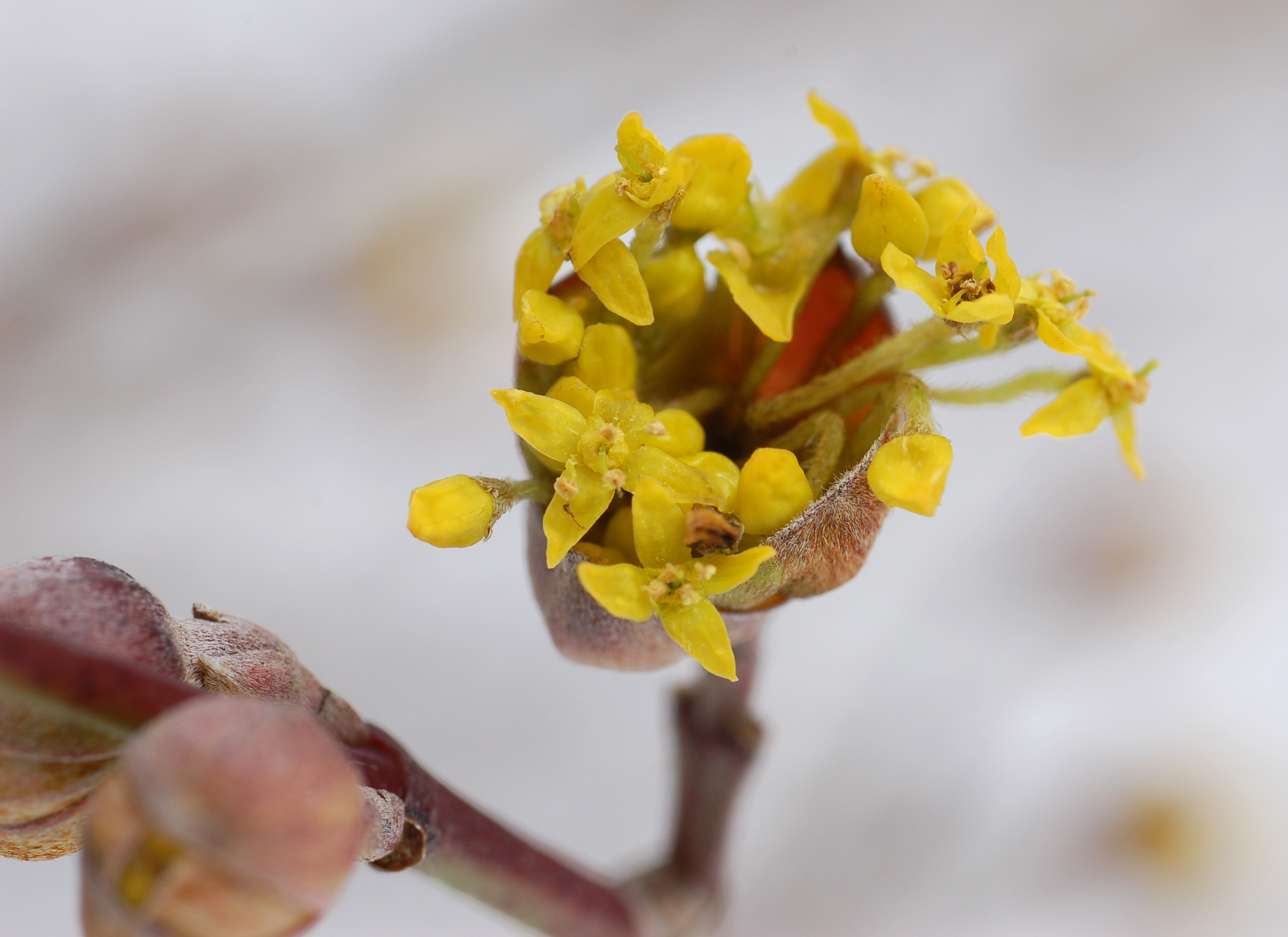
Detail květů
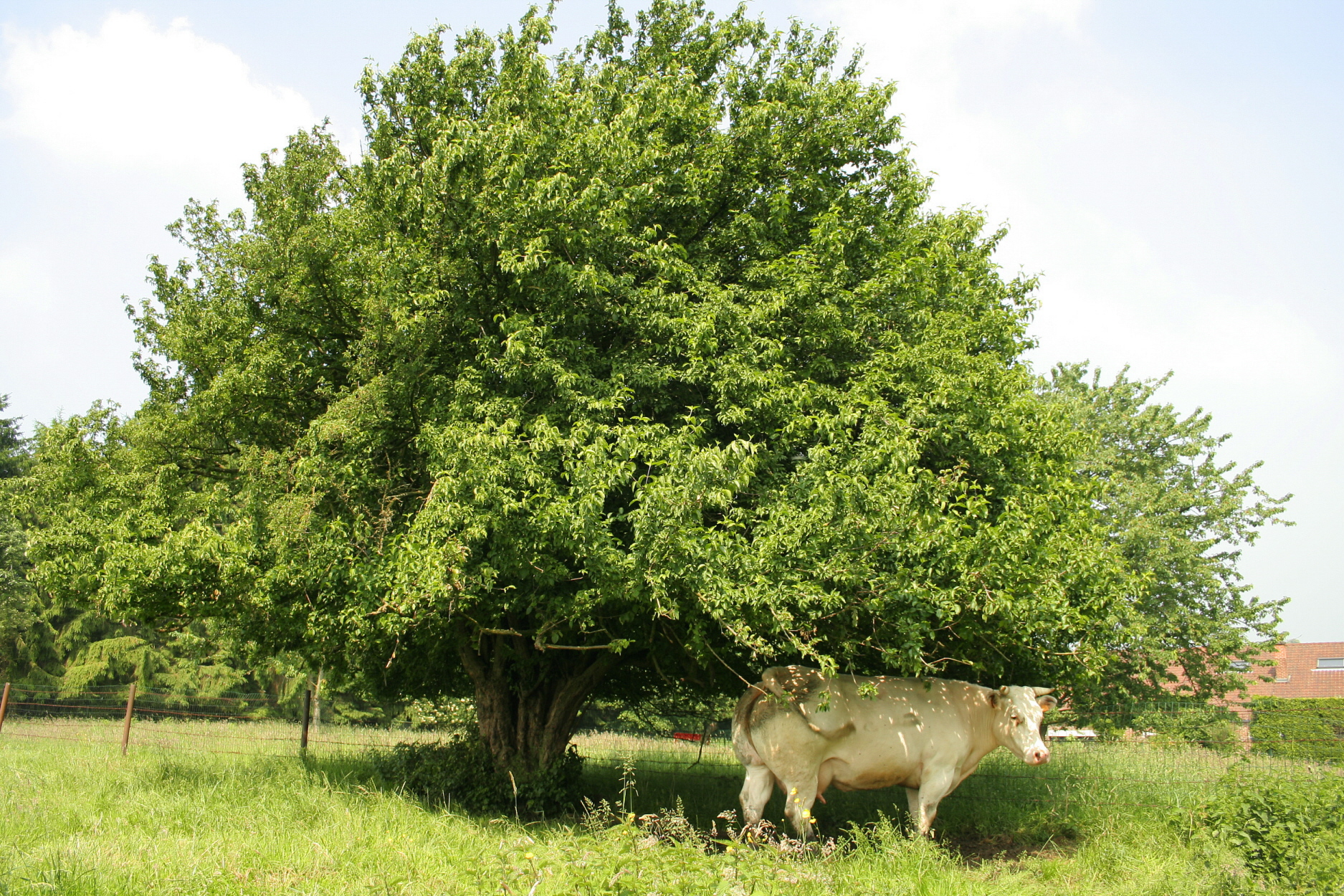
Celkový habitus
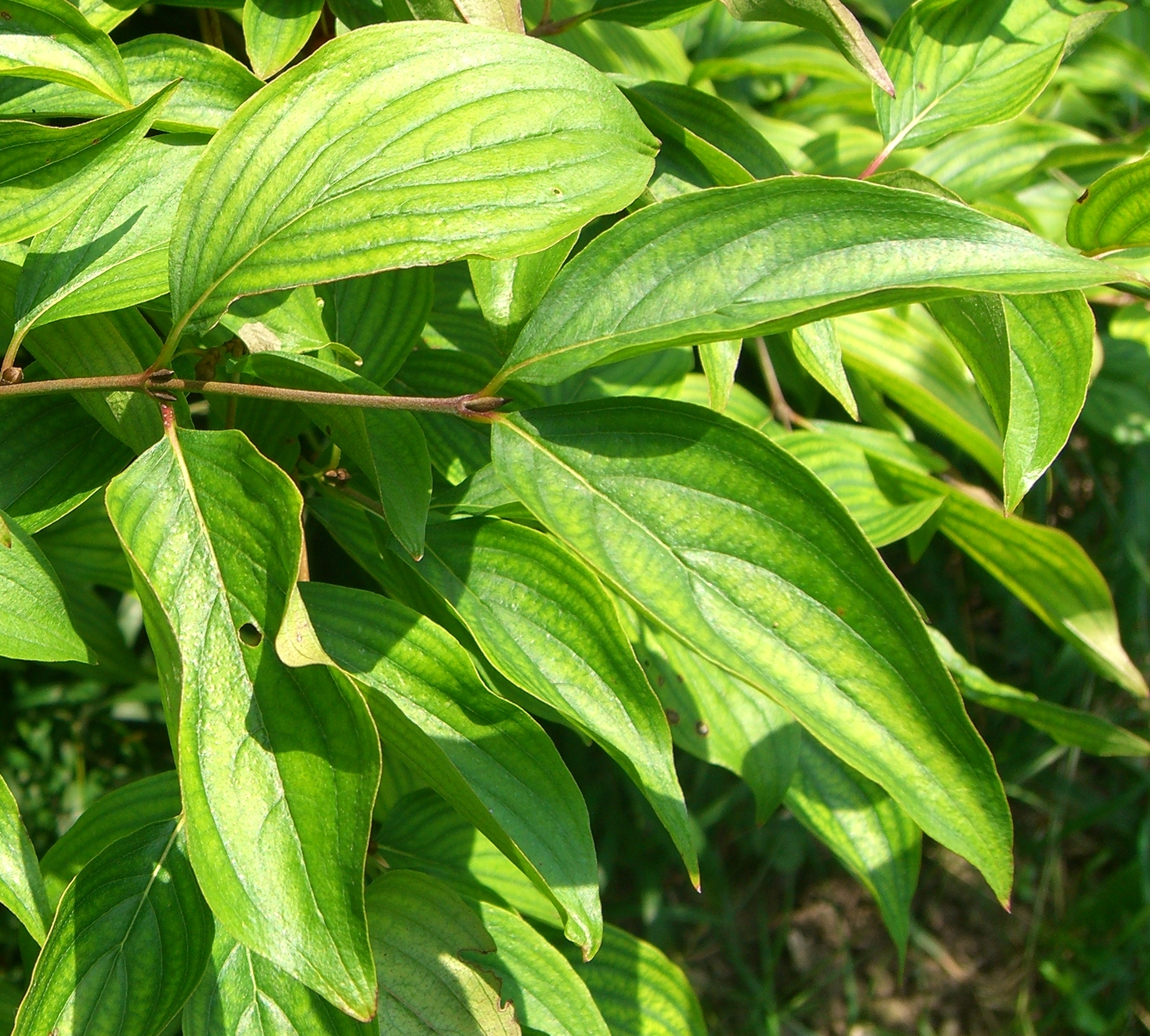
Olistěná větévka
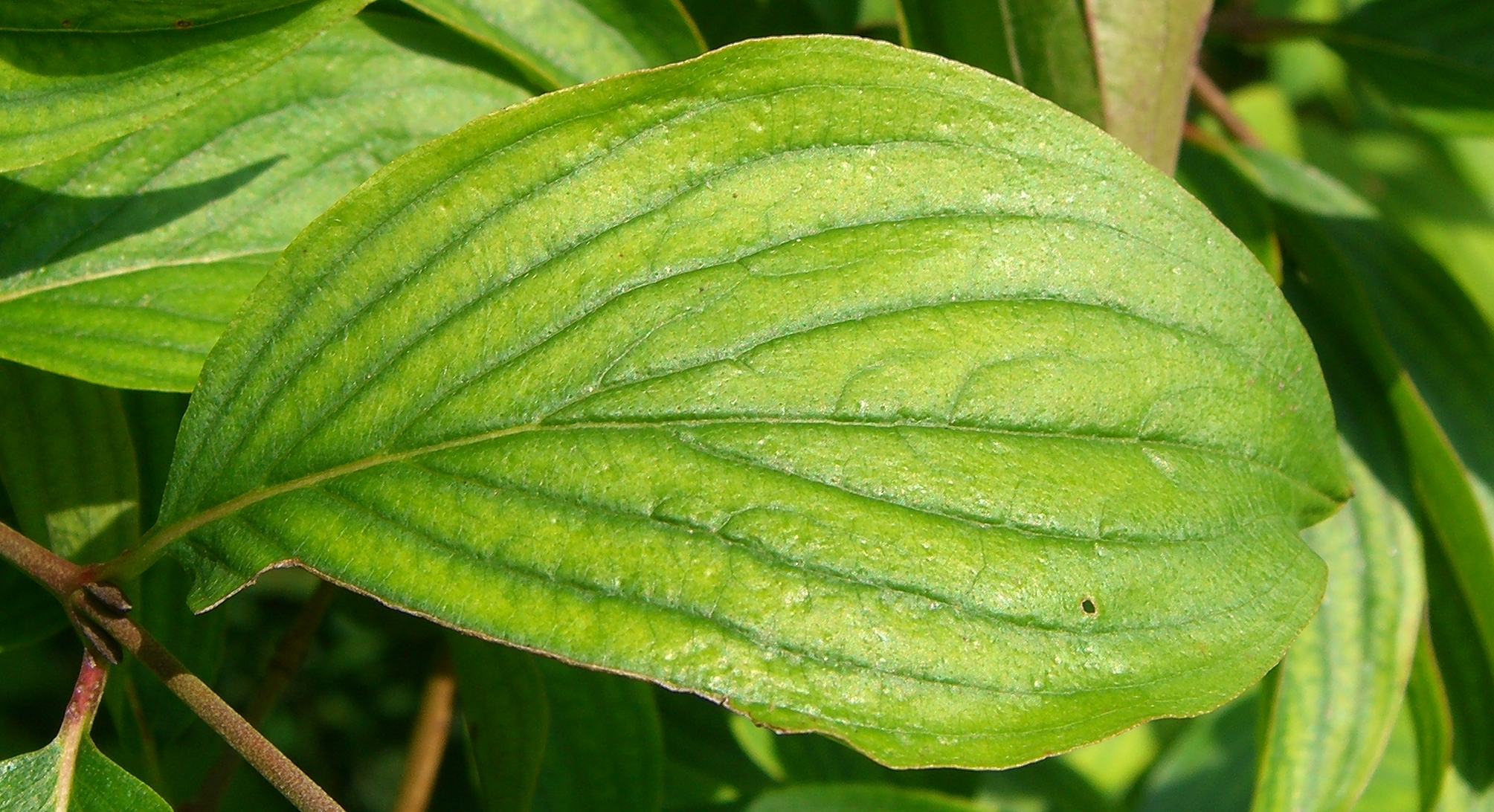
Detail listu
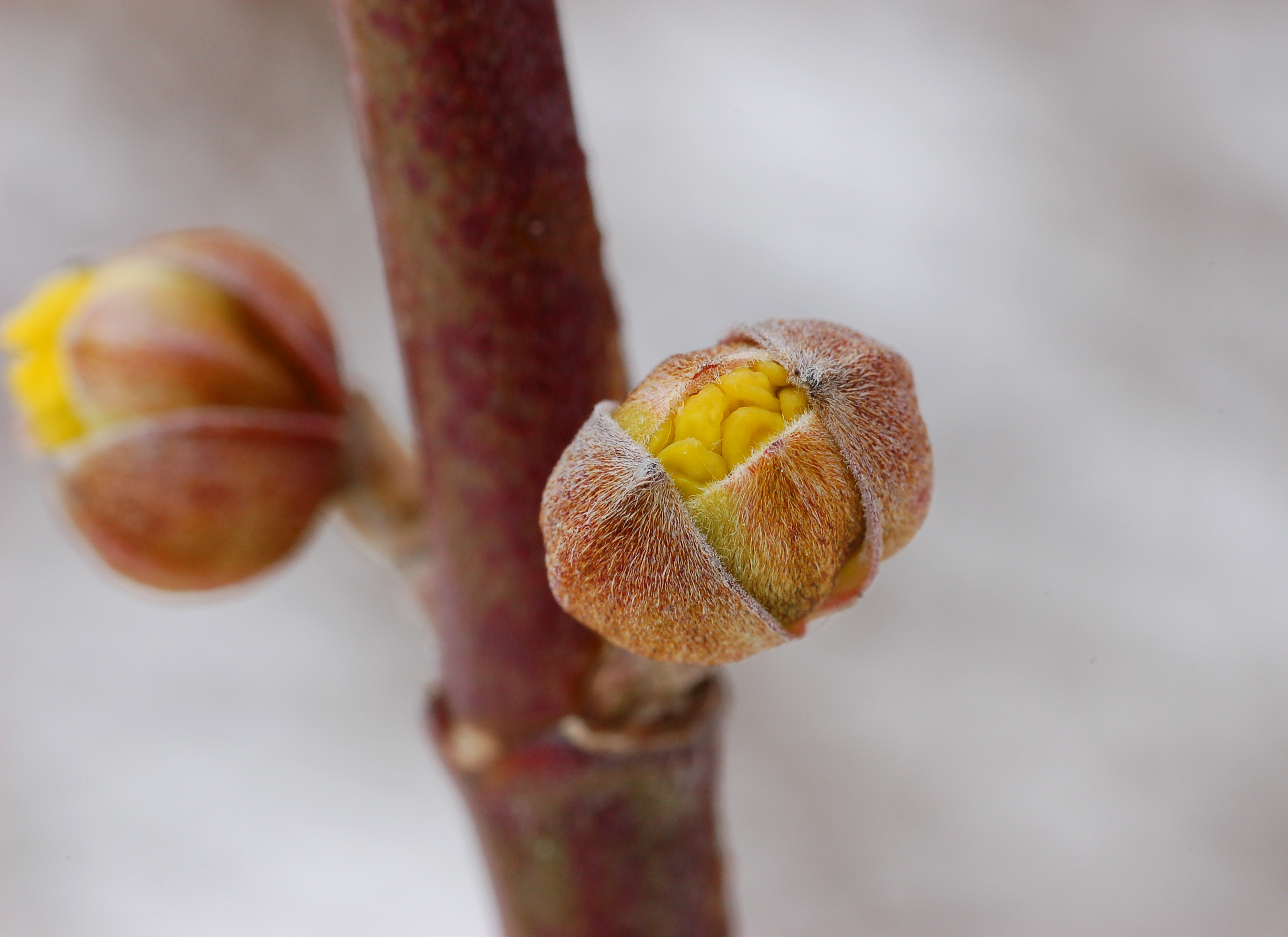
Pukající předjarní pupeny

## Využití
Červené plody dřínu zvané dřínky jsou jedlé. Mají natrpklou sladkokyselou chuť a velký obsah vitamínu C. Jsou místně využívány jako ovoce, na výrobu zavařenin, sirupů, kompotů, džemů. Dříve se využívaly jako léčivo při trávicích poruchách. Z tvrdého dřeva dřínu se vyráběly tkací člunky. Ze semen se praží náhražka kávy. V lidovém léčitelství se používají plody, listy, ale zejména kůra. Z plodů se vyrábí slovenský alkoholický nápoj drienkovica (obvykle 52 % nebo 53 % alk. obj.).
Dřín má hodnotu i jako okrasný keř, nápadný především časným kvetením a na podzim jasně zbarvenými plody. Pěstuje se v řadě kultivarů, lišících se zejména tvarem, velikostí a zbarvením plodů, dále zbarvením listů a vzrůstností a hustotou větví. Existují i ovocné odrůdy s velkými plody, např. kultivary 'Jolico', 'Pioneer' a 'Macrocarpa'. Kultivar 'Xanthocarpa' má plody žluté, 'Elegantissima' a 'Variegata' mají panašované listy, 'Aurea' má listy jasně žlutozelené.

## Pěstování
Dřín obecný vyžaduje lehkou a teplou, neutrální nebo zásaditou půdu. Semena pro výsev je možno sbírat až do listopadu, po jejich vyčištění od dužiny a lehkém přesušení je třeba je ihned vysít. Na sucho uskladněné osivo přeléhá a potřebuje 18měsíční stratifikaci. Kultivary se očkují na podnož stejného druhu.